# Saaxil

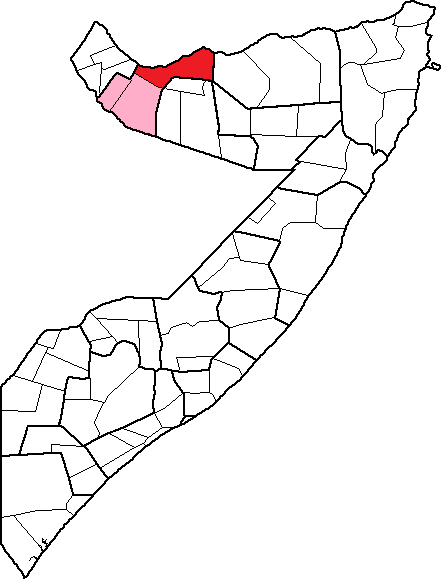
De locatie van het voormalige district Berbera in de voormalige regio Woqooyi Galbeed in Somalië

Saaxil (Sahel) is een regio (gobolka) in het noorden van Somaliland, een niet-erkende republiek die zichzelf als onafhankelijke staat had uitgeroepen in 1991 binnen het grondgebied van Somalië. De hoofdstad van Saaxil is de havenstad Berbera.
De regio Saaxil kwam in 1996 tot stand bij een territoriale herindeling van Somaliland. 
De regio Saaxil is onderverdeeld in 8 districten: 

1. Berbera (district) met de hoofdstad Berbera, tevens de hoofdstad van de hele regio Saaxil

2. Sheikh (district) met de hoofdstad Sheikh

3. Mandera (district) met de hoofdstad Mandera (Mandheera in het Somalisch)

4. Bulhar (district) met de hoofdstad Bulhar (Bulaxaar in het Somalisch)

5. Hagal (district) met de hoofdstad Hagal (Xagal in het Somalisch)

6. Laas Ciidle (district) met de hoofdstad Laas Ciidle

7. Go’da Weyn (district) met de hoofdstad Go'da Weyn

8. Laaso Dawaco (district) met de hoofdstad Laaso Dawaco

Saaxil is een deel van de eerdere Somalische regio Woqooyi Galbeed die in 1996 in tweeën werd gesplitst. Saaxil valt qua grootte en locatie ongeveer samen met het voormalige district Berbera, een van de drie districten van Woqooyi Galbeed. Ongeveer, want de grenzen werden hier en daar wat gewijzigd. Zo lag Go'da Weyn eerder binnen de regio Togdheer en Laas Ciidle binnen Sanaag. 
Het andere deel van Woqooyi Galbeed, met twee districten (Hargeisa en Gebiley) werd ondergebracht in een nieuwe regio, Maroodi Jeex genaamd, met hoofdstad Hargeisa. Ook Maroodi Jeex werd opnieuw onderverdeeld in districten, 19 stuks. 
Er zijn geen formele teksten of gezaghebbende kaarten bekend van de nieuwe territoriale indeling van Somaliland en dus ook niet van Saaxil en zijn acht districten. Daardoor valt niet te zeggen in welk district een plaats valt, m.u.v. de hoofdplaatsjes.
De regio grenst aan de Golf van Aden en aan de regio's Sanaag, Maroodi Jeex, Togdheer en Awdal.